# 济阳郡 (山东)
济阳郡，中国古代的郡。
济阳郡本来是隋朝的济北郡，唐高祖改为濟州，唐玄宗天宝元年（742年）改济州置济阳郡，治所在卢县（今山东茌平县西南）。下辖卢县、平阴县、长清县、东阿县、阳谷县五县。辖境相当今山东省平阴县、济南市长清区、肥城市、阳谷县、东阿县及茌平县南部等地。天宝十三载（754年）黄河淹没郡城，废除济阳郡，五县改属东平郡（郓州）。
唐朝济阳郡太守
- 裴序（天宝年间）
- 李倰（753年）